# Grande Pseudobrève
Amalocichla sclateriana
Espèce
Statut de conservation UICN

LC : Préoccupation mineure
La Grande Pseudobrève (Amalocichla sclateriana) est une espèce d'oiseaux de la famille des Petroicidae endémique de Nouvelle-Guinée.

## Distribution
Ce taxon se rencontre en Indonésie et en Papouasie-Nouvelle-Guinée.

## Liste des sous-espèces
Selon GBIF (2 juin 2023) :
- Amalocichla sclateriana occidentalis Rand, 1940
- Amalocichla sclateriana sclateriana De Vis, 1892

## Systématique
Le nom valide complet (avec auteur) de ce taxon est Amalocichla sclateriana De Vis, 1892.
Ce taxon porte en français le nom vernaculaire ou normalisé suivant : Grande Pseudobrève.